# 艾蜜莉·黛絲香奈
艾蜜莉·黛絲香奈（英語：Emily Deschanel，1976年10月11日—）是美國一位演員，她以飾演電視影集《屍骨未寒》的主角知名。

## 個人生活
艾蜜莉在加州洛杉磯出生，是曾獲奧斯卡金像獎提名的導師兼電影攝影師Caleb Deschanel和演員Mary Jo Deschanel的女兒，她有一個同為演員的妹妹柔伊·黛絲香奈（Zooey Deschanel）。艾蜜莉擁有爱尔兰人和法国人的血統。
艾蜜莉是一個素食者和動物權益的支持者。她與兩位好友梅兰妮·林斯基和CSI演員喬雅·福克斯同為善待動物組織的成員。她在波士頓大學Professional Actors Training Program以藝術學士畢業。

## 事業
艾蜜莉首次在銀幕出現是在1994年的劇情片傾城佳話。她下個值得留意的角是在由史蒂芬·金在2002年執導的電影《血色玫瑰》。另外，她也曾演出《冷山》、《圍城13天：阿拉莫戰役》和《蜘蛛人2》，她是2004年《Interview》雜誌「six actresses to watch」之一。她在2005年參與電影《惡靈空間》的演出後便開始在影集《屍骨未寒》飾演主角唐普蘭斯·貝倫博士（Dr. Temperance Brennan），這個角色是根據該劇編劇、刑事人類學家凱絲·萊克斯塑造的。另外，從第三季起，她開始擔任該劇的製作人。艾蜜莉曾因飾演此角色而獲得2006年度衛星獎和2007年度青少年票選獎的提名。

## 演藝事業
| 年份      | 作品                   | 角色                        | 備註     |
| --------- | ---------------------- | --------------------------- | -------- |
| 1994年    | 傾城佳話               | Paint Throwing Fur-Activist |          |
| 2000年    | It's a Shame About Ray | Maggie                      |          |
| 2001年    | The Heart Department   | Maude Allyn                 | 電視影集 |
| 2002年    | 血色玫瑰               | Pam Asbury                  | 迷你影集 |
| 2003年    | 冷山                   | Mrs. Morgan                 |          |
| 2003年    | Easy                   | Laura                       |          |
| 2004年    | Old Tricks             | Woman                       |          |
| 2004年    | 蜘蛛人2                | Receptionist                |          |
| 2004年    | 圍城13天：阿拉莫戰役   | Rosanna Travis              |          |
| 2005-2017 | 屍骨未寒               | 唐普蘭斯·貝倫博士           | 電視影集 |
| 2005年    | 惡靈空間               | Kate Houghton               |          |
| 2005年    | That Night             | Annie                       | 短片     |
| 2006年    | 光荣之路               | Mary Haskins                |          |

## 外部連結
- Emily Deschanel在互联网电影资料库（IMDb）上的資料（英文）
- Video Interview with Emily Deschanel on AfterEllen.com